# Malcolmia karelinii
Malcolmia karelinii är en korsblommig växtart som beskrevs av Vladimir Ippolitovich Lipsky. Malcolmia karelinii ingår i släktet strandlövkojor, och familjen korsblommiga växter. Inga underarter finns listade i Catalogue of Life.